# Bodil Valero

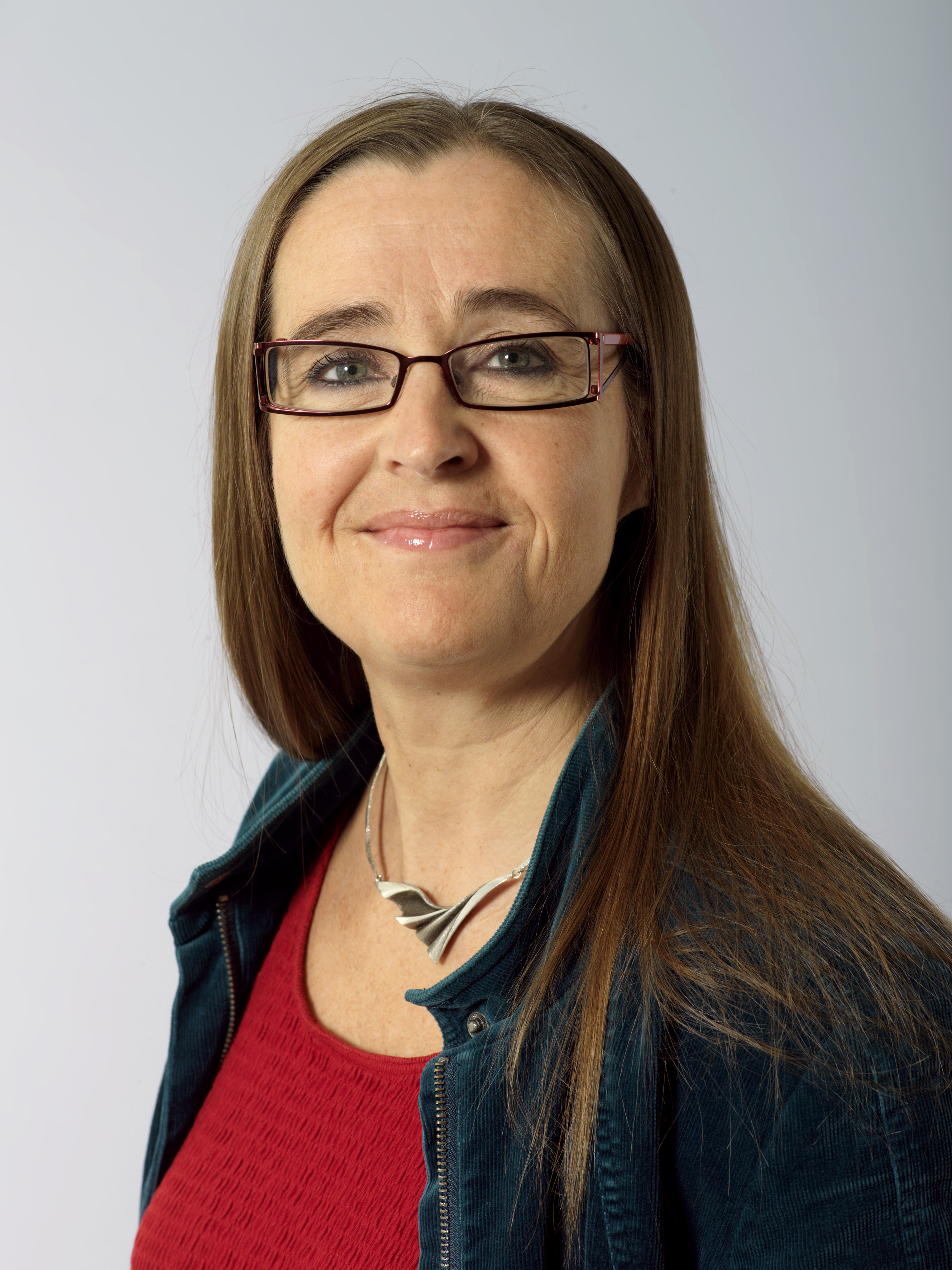
Bodil Valero

Bodil Valero (vor Juni 2015: Ceballos) (* 14. Mai 1958 in Ljungarum) ist eine schwedische Politikerin der Miljöpartiet de Gröna.

## Leben
Valero war von 2014 bis 2019 Mitglied des Europäischen Parlaments. Dort war sie Mitglied im Ausschuss für bürgerliche Freiheiten, Justiz und Inneres, im Petitionsausschuss, im Unterausschuss für Sicherheit und Verteidigung und in der Delegation in der Paritätischen Parlamentarischen Versammlung AKP-EU.